# ساذج هندي

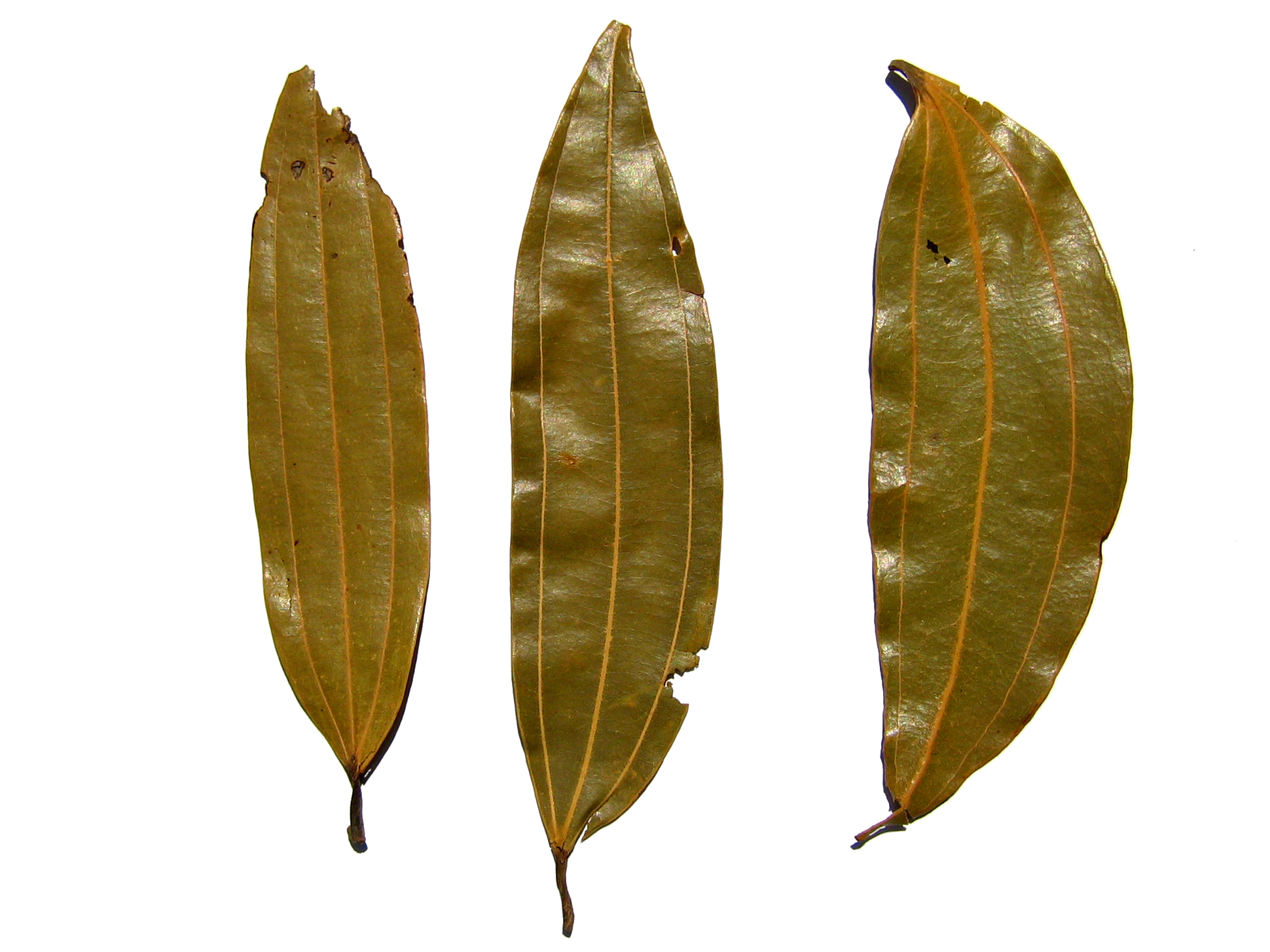
أوراق الساذج الهندي

السَإذَج الهِنْدِي أو أَرْجُل الجَرَاد أو القرفة التامالية (الاسم العلمي: Cinnamomum tamala)وهو نبات من جنس الدارصيني، موطنه الأصلي جنوب الهند.